# Liste der Baudenkmäler im Kölner Stadtteil Lindenthal
Die folgende Liste enthält die in der Denkmalliste ausgewiesenen Baudenkmäler auf dem Gebiet des Stadtteils Köln-Lindenthal, Stadtbezirk Köln-Lindenthal, Nordrhein-Westfalen.
Hinweis: Die Reihenfolge der Baudenkmäler in dieser Liste orientiert sich an den Straßennamen und ist alternativ nach Hausnummern, Denkmallistennummer oder Bezeichnung sortierbar.
Basis ist die offizielle Kölner Denkmalliste (Stand: 16. August 2012), die Baudenkmäler und Denkmalbereiche auflistet. Dabei kann es sich beispielsweise um Sakralbauten, Wohn- und Fachwerkhäuser, historische Gutshöfe und Adelsbauten, Industrieanlagen, Wegekreuze und andere Kleindenkmäler sowie Grabmale und Grabstätten, die eine besondere Bedeutung für die Geschichte Kölns haben, handeln. Grundlage für die Aufnahme in die offiziellen Denkmallisten ist das Denkmalschutzgesetz Nordrhein Westfalens.

| Bild                                    | Bezeichnung                                                                         | Lage                                            | Beschreibung | Bauzeit           | Einge- tragen seit | Denk- mal- nr. |
| --------------------------------------- | ----------------------------------------------------------------------------------- | ----------------------------------------------- | --- | ----------------- | ------------------ | -------------- |
| weitere Bilder Fotos hochladen          | Melaten-Friedhof                                                                    | Lindenthal Aachener Str. 204 Karte              | |                   | 1. Juli 1980       | 254            |
| weitere Bilder Fotos hochladen          | Kapelle                                                                             | Lindenthal Aachener Str. 204 Karte              | |                   | 1. Juli 1980       | 255            |
| weitere Bilder Fotos hochladen          | Universität zu Köln                                                                 | Lindenthal Albertus-Magnus-Platz 1 Karte        | |                   | 29. April 1985     | 2951           |
| weitere Bilder Fotos hochladen          | Skulptur „Albertus Magnus“                                                          | Lindenthal Albertus-Magnus-Platz o. Nr. Karte   | Bildhauer: Gerhard Marcks | 1956              | 19. Mai 1989       | 5012           |
| weitere Bilder Fotos hochladen          | Kirche St. Laurentius (ehem. kath., profaniert)                                     | Lindenthal An St. Laurentius 1                  | |                   | 17. April 2001     | 8534           |
| Fotos hochladen                         | Schule                                                                              | Lindenthal Bachemer Str. 69                     | |                   | 19. Mai 1989       | 5014           |
| Fotos hochladen                         | Wohnhaus                                                                            | Lindenthal Bachemer Str. 88                     | | um 1900           | 31. Oktober 1991   | 6274           |
| Fotos hochladen                         | Wohnhaus                                                                            | Lindenthal Bachemer Str. 91                     | | um 1900           | 7. Oktober 1991    | 6224           |
| Fotos hochladen                         | Wohnhaus                                                                            | Lindenthal Bachemer Str. 92                     | |                   | 10. März 1986      | 3476           |
| Fotos hochladen                         | Wohnhaus                                                                            | Lindenthal Bachemer Str. 93                     | | um 1900           | 21. März 1986      | 3515           |
| Fotos hochladen                         | Wohnhaus                                                                            | Lindenthal Bachemer Str. 96                     | | um 1900           | 10. Juni 1991      | 6097           |
| Fotos hochladen                         | Wohnhaus                                                                            | Lindenthal Bachemer Str. 96 a                   | | um 1900           | 10. Juni 1991      | 6098           |
| Fotos hochladen                         | Wohnhaus                                                                            | Lindenthal Bachemer Str. 96 b                   | |                   | 15. Mai 1986       | 3591           |
| Direkt Bild zu diesem Denkmal hochladen | Wohnhaus                                                                            | Lindenthal Bachemer Str. 101                    | |                   | 13. Juli 1988      | 4681           |
| Fotos hochladen                         | Kirchturm St. Stephanus                                                             | Lindenthal Bachemer Str. 106 Karte              | |                   | 24. Juli 1985      | 3059           |
| weitere Bilder Fotos hochladen          | Kirche St. Stephanus                                                                | Lindenthal Bachemer Str. 106 Karte              | |                   | 19. Juni 2001      | 3059           |
| Direkt Bild zu diesem Denkmal hochladen | Wohn- und Geschäftshaus                                                             | Lindenthal Bachemer Str. 112                    | |                   | 18. September 1990 | 5674           |
| Direkt Bild zu diesem Denkmal hochladen | Wohnhaus                                                                            | Lindenthal Bachemer Str. 114                    | |                   | 10. Juni 1991      | 6095           |
| Direkt Bild zu diesem Denkmal hochladen | Wohnhaus                                                                            | Lindenthal Bachemer Str. 116a                   | |                   | 9. November 1989   | 5361           |
| Direkt Bild zu diesem Denkmal hochladen | Wohnhaus                                                                            | Lindenthal Bachemer Str. 118                    | |                   | 31. Oktober 1991   | 6275           |
| Direkt Bild zu diesem Denkmal hochladen | Wohn- und Geschäftshaus                                                             | Lindenthal Bachemer Str. 120                    | |                   | 2. August 1984     | 2606           |
| Direkt Bild zu diesem Denkmal hochladen | Wohnhaus                                                                            | Lindenthal Bachemer Str. 125                    | |                   | 7. April 1987      | 4101           |
| Direkt Bild zu diesem Denkmal hochladen | Wohnhaus                                                                            | Lindenthal Bachemer Str. 127                    | |                   | 10. Juni 1991      | 6096           |
| Direkt Bild zu diesem Denkmal hochladen | Wohnhaus                                                                            | Lindenthal Bachemer Str. 139                    | |                   | 23. Juli 1984      | 2537           |
| Direkt Bild zu diesem Denkmal hochladen | Wohnhaus                                                                            | Lindenthal Bachemer Str. 186                    | |                   | 1. Februar 1985    | 2793           |
| Direkt Bild zu diesem Denkmal hochladen | Wohn- und Geschäftshaus                                                             | Lindenthal Bachemer Str. 207                    | |                   | 22. Oktober 1986   | 3935           |
| Direkt Bild zu diesem Denkmal hochladen | Wohnhaus                                                                            | Lindenthal Bachemer Str. 209                    | |                   | 2. Dezember 1988   | 4750           |
| Direkt Bild zu diesem Denkmal hochladen | Wohnhaus                                                                            | Lindenthal Bachemer Str. 211                    | |                   | 4. Januar 1984     | 1960           |
| Direkt Bild zu diesem Denkmal hochladen | Wohn- und Geschäftshaus                                                             | Lindenthal Bachemer Str. 213                    | |                   | 4. Juni 1991       | 6056           |
| Direkt Bild zu diesem Denkmal hochladen | Wohn- und Geschäftshaus                                                             | Lindenthal Bachemer Str. 215                    | |                   | 4. Januar 1984     | 1961           |
| weitere Bilder Fotos hochladen          | Apostelgymnasium                                                                    | Lindenthal Biggestr. 2 Karte                    | |                   | 19. Mai 1989       | 5015           |
| Direkt Bild zu diesem Denkmal hochladen | Wohnhausgruppe                                                                      | Lindenthal Birresborner Str. 2–4                | |                   | 21. August 2001    | 8557           |
| Direkt Bild zu diesem Denkmal hochladen | Wohnhausgruppe                                                                      | Lindenthal Bitburger Str. 2–8                   | |                   | 21. August 2001    | 8557           |
| Fotos hochladen                         | Wohnhaus                                                                            | Lindenthal Brahmsstr. 10–12                     | |                   | 6. Dezember 1990   | 5829           |
| Direkt Bild zu diesem Denkmal hochladen | Wohnhaus                                                                            | Lindenthal Brahmsstr. 17                        | | um 1924           | 4. Januar 1984     | 1963           |
| weitere Bilder Fotos hochladen          | Kirche Christi Auferstehung                                                         | Lindenthal Brucknerstr. 16                      | |                   | 7. Juli 2011       | 8741           |
| Fotos hochladen                         | Grünanlage                                                                          | Lindenthal Brucknerstr. o. Nr.                  | |                   | 1. Juli 1980       | 273            |
| Fotos hochladen                         | Wohnhaus                                                                            | Lindenthal Carl-Schurz-Str. 7                   | |                   | 16. Dezember 1992  | 6702           |
| Fotos hochladen                         | Wohnhaus                                                                            | Lindenthal Carl-Schurz-Str. 9                   | | 1951              | 16. Dezember 1992  | 6703           |
| Fotos hochladen                         | Wohnhaus                                                                            | Lindenthal Carl-Schurz-Str. 11                  | |                   | 16. Dezember 1992  | 6704           |
| weitere Bilder Fotos hochladen          | Grünanlage (Allee mit Kanal,Brücke,Kanalabschlüsse)                                 | Lindenthal Clarenbachstr. o. Nr.                | |                   | 1. Juli 1980       | 274            |
| Fotos hochladen                         | Wohnhaus                                                                            | Lindenthal Decksteiner Str. 4                   | |                   | 24. August 1983    | 1589           |
| Fotos hochladen                         | Wohnhaus                                                                            | Lindenthal Decksteiner Str. 6                   | |                   | 28. Oktober 1992   | 6642           |
| Fotos hochladen                         | Wohnhaus                                                                            | Lindenthal Decksteiner Str. 17                  | | 1936              | 3. April 2000      | 8463           |
| Fotos hochladen                         | Wohnhaus                                                                            | Lindenthal Decksteiner Str. 26                  | | 1952              | 16. Dezember 1992  | 6705           |
| Fotos hochladen                         | Wohnhaus mit Garten                                                                 | Lindenthal Decksteiner Str. 27                  | |                   | 20. Oktober 1999   | 8423           |
| Fotos hochladen                         | Wohnhaus                                                                            | Lindenthal Decksteiner Str. 28                  | |                   | 28. Oktober 1992   | 6655           |
| Fotos hochladen                         | Wohnhaus                                                                            | Lindenthal Decksteiner Str. 30                  | |                   | 16. Dezember 1992  | 6706           |
| Fotos hochladen                         | Wohnhaus                                                                            | Lindenthal Decksteiner Str. 32                  | |                   | 16. Dezember 1992  | 6707           |
| Fotos hochladen                         | Wohnhaus                                                                            | Lindenthal Decksteiner Str. 34                  | |                   | 16. Dezember 1992  | 6708           |
| Fotos hochladen                         | Wohnhaus                                                                            | Lindenthal Decksteiner Str. 36                  | |                   | 16. Dezember 1992  | 6709           |
| Fotos hochladen                         | Wohnhaus                                                                            | Lindenthal Decksteiner Str. 46                  | |                   | 12. September 2007 | 8713           |
| Fotos hochladen                         | Wohnhaus                                                                            | Lindenthal Decksteiner Str. 50                  | |                   | 12. September 2007 | 8711           |
| Fotos hochladen                         | Wohnhaus                                                                            | Lindenthal Decksteiner Str. 52                  | |                   | 30. August 2006    | 8703           |
| Fotos hochladen                         | Wohnhaus                                                                            | Lindenthal Decksteiner Str. 54                  | |                   | 12. September 2007 | 8712           |
| Fotos hochladen                         | Wohnhaus                                                                            | Lindenthal Decksteiner Str. 56                  | |                   | 18. September 2007 | 8714           |
| Fotos hochladen                         | Wohnhaus                                                                            | Lindenthal Decksteiner Str. 58                  | |                   | 4. Oktober 2007    | 8715           |
| Fotos hochladen                         | Baumreihe                                                                           | Lindenthal Decksteiner Str. o. Nr.              | |                   | 1. Juli 1980       | 275            |
| weitere Bilder Fotos hochladen          | ehem. Kommunalfriedhof, Portal                                                      | Lindenthal Decksteiner Str. o. Nr. Karte        | |                   | 1. Juli 1980       | 276            |
| Fotos hochladen                         | Kleindenkmal (Bildstock)                                                            | Lindenthal Decksteiner Str. o. Nr.              | |                   | 1. Juli 1980       | 277            |
| Fotos hochladen                         | Wohnhaus                                                                            | Lindenthal Dürener Str. 152                     | |                   | 9. Juli 1986       | 3651           |
| Fotos hochladen                         | Wohn- und Geschäftshaus                                                             | Lindenthal Dürener Str. 169                     | |                   | 12. Dezember 1983  | 1931           |
| Fotos hochladen                         | Wohn- und Geschäftshaus                                                             | Lindenthal Dürener Str. 173                     | |                   | 13. Oktober 1986   | 3757           |
| Fotos hochladen                         | Wohnhaus                                                                            | Lindenthal Dürener Str. 272                     | |                   | 26. März 1991      | 5965           |
| Fotos hochladen                         | Wohnhaus                                                                            | Lindenthal Dürener Str. 284                     | |                   | 20. Juli 1984      | 2524           |
| Fotos hochladen                         | ehemaliges Herrenhaus des Hofgutes Kitschburg                                       | Lindenthal Dürener Str. 285                     | Zweigeschossiges Gebäude mit Schopfwalmdach, die Fenster sind mit einem Werksteinrahmen und mit Schlagläden versehen                                                                               | errichtet 1759    | 1. Juli 1980       | 283            |
| Fotos hochladen                         | Wohnhaus                                                                            | Lindenthal Dürener Str. 294                     | |                   | 17. Oktober 1989   | 5308           |
| Fotos hochladen                         | Postsiedlung                                                                        | Lindenthal Dürener Str. 361–385                 | | gebaut 1949/50    | 18. Mai 1998       | 8292           |
| Direkt Bild zu diesem Denkmal hochladen | Allee                                                                               | Lindenthal Dürener Str. o. Nr.                  | |                   | 1. Juli 1980       | 280            |
| Fotos hochladen                         | Kleindenkmal (Wegekreuz)                                                            | Lindenthal Dürener Str. o. Nr.                  | |                   | 1. Juli 1980       | 281            |
| Direkt Bild zu diesem Denkmal hochladen | Wohnhaus                                                                            | Lindenthal Enckestr. 2                          | |                   | 17. November 1998  | 8378           |
| Direkt Bild zu diesem Denkmal hochladen | Wohnhaus                                                                            | Lindenthal Falkenburgstr. 21                    | |                   | 7. November 1989   | 5346           |
| Direkt Bild zu diesem Denkmal hochladen | Pädagogische Hochschule / Heilpädagogische Fakultät                                 | Lindenthal Frangenheimstr. 4                    | |                   | 19. Oktober 2004   | 8667           |
| Direkt Bild zu diesem Denkmal hochladen | Wohnhaus                                                                            | Lindenthal Frangenheimstr. 21                   | |                   | 6. Dezember 1993   | 6993           |
| Direkt Bild zu diesem Denkmal hochladen | Wohnhaus                                                                            | Lindenthal Franzstr. 17                         | |                   | 4. Juni 1991       | 6074           |
| Direkt Bild zu diesem Denkmal hochladen | Wohnhaus                                                                            | Lindenthal Franzstr. 19                         | | um 1911           | 26. August 1991    | 6187           |
| Direkt Bild zu diesem Denkmal hochladen | Wohnhaus                                                                            | Lindenthal Franzstr. 29                         | | um 1912           | 7. Oktober 1991    | 6227           |
| Direkt Bild zu diesem Denkmal hochladen | Wohnhaus                                                                            | Lindenthal Franzstr. 31                         | |                   | 26. August 1991    | 6175           |
| Direkt Bild zu diesem Denkmal hochladen | Wohnhaus                                                                            | Lindenthal Franzstr. 58                         | |                   | 6. März 1992       | 6417           |
| Direkt Bild zu diesem Denkmal hochladen | Wohnhaus                                                                            | Lindenthal Franzstr. 60                         | |                   | 11. September 1992 | 6628           |
| Direkt Bild zu diesem Denkmal hochladen | Wohnhaus                                                                            | Lindenthal Franzstr. 62                         | |                   | 6. März 1992       | 6412           |
| Direkt Bild zu diesem Denkmal hochladen | Wohnhaus                                                                            | Lindenthal Franzstr. 69                         | |                   | 9. April 1984      | 2182           |
| Fotos hochladen                         | Schule                                                                              | Lindenthal Freiligrathstr. 4                    | |                   | 21. September 1982 | 1122           |
| weitere Bilder Fotos hochladen          | Gemeinschaftgrundschule Freiligrathstraße                                           | Lindenthal Freiligrathstr. 60 Karte             | |                   | 19. Mai 1989       | 5016           |
| Fotos hochladen                         | Allee                                                                               | Lindenthal Friedrich-Schmidt-Str. o. Nr.        | |                   | 1. Juli 1980       | 288            |
| Fotos hochladen                         | Schrankenwärterhäuschen (Köln-Frechen-Benzelrather Eisenbahn)                       | Lindenthal Friedrich-Schmidt-Str. o. Nr.        | |                   | 28. April 1994     | 7116           |
| Fotos hochladen                         | Teile einer Villa mit Garten                                                        | Lindenthal Fürst-Pückler-Str. 48                | |                   | 11. Januar 1996    | 7729           |
| Fotos hochladen                         | Villa                                                                               | Lindenthal Fürst-Pückler-Str. 56                | |                   | 26. Januar 1996    | 7757           |
| Fotos hochladen                         | Wohnhaus                                                                            | Lindenthal Fürst-Pückler-Str. 58                | |                   | 6. März 1992       | 6416           |
| Direkt Bild zu diesem Denkmal hochladen | Baumreihe                                                                           | Lindenthal Fürst-Pückler-Str. o. Nr.            | |                   | 1. Juli 1980       | 189            |
| Fotos hochladen                         | Wohnhaus                                                                            | Lindenthal Geibelstr. 11                        | | um 1903           | 14. März 1991      | 5928           |
| Direkt Bild zu diesem Denkmal hochladen | Wohnhaus                                                                            | Lindenthal Geibelstr. 12                        | |                   | 10. Juni 1991      | 6081           |
| Direkt Bild zu diesem Denkmal hochladen | Wohnhaus                                                                            | Lindenthal Geibelstr. 18                        | |                   | 7. Oktober 1991    | 6228           |
| Direkt Bild zu diesem Denkmal hochladen | Wohnhaus                                                                            | Lindenthal Geibelstr. 20                        | |                   | 20. Dezember 1983  | 1944           |
| Direkt Bild zu diesem Denkmal hochladen | Wohnhaus                                                                            | Lindenthal Gemünder Str. 2                      | |                   | 10. Januar 1983    | 1246           |
| Direkt Bild zu diesem Denkmal hochladen | Wohnhaus                                                                            | Lindenthal Gleueler Str. 20                     | |                   | 2. Mai 1991        | 6007           |
| Direkt Bild zu diesem Denkmal hochladen | Wohnhaus                                                                            | Lindenthal Gleueler Str. 22                     | |                   | 23. April 1991     | 6001           |
| Fotos hochladen                         | Wohn- und Geschäftshaus                                                             | Lindenthal Gleueler Str. 186                    | |                   | 17. April 1990     | 5550           |
| Fotos hochladen                         | Feuerwache                                                                          | Lindenthal Gleueler Str. 223–225                | | von 1913 bis 1915 | 1. Juli 1980       | 291            |
| Fotos hochladen                         | Kloster zur Hl. Elisabeth mit Altenheim                                             | Lindenthal Gleueler Str. 301                    | |                   | 15. Februar 1995   | 7393           |
| Fotos hochladen                         | Pädagogische Hochschule/EWF, Bibliothek m. Aula                                     | Lindenthal Gronewaldstr. 2                      | |                   | 19. Oktober 2004   | 8667           |
| Direkt Bild zu diesem Denkmal hochladen | Wohnhaus                                                                            | Lindenthal Gyrhofstr. 22                        | |                   | 2. Mai 1991        | 6008           |
| Direkt Bild zu diesem Denkmal hochladen | Wohnhaus                                                                            | Lindenthal Gyrhofstr. 24                        | |                   | 2. Mai 1991        | 6009           |
| Direkt Bild zu diesem Denkmal hochladen | Wohnhaus                                                                            | Lindenthal Gyrhofstr. 26                        | |                   | 6. September 1991  | 6204           |
| Fotos hochladen                         | Wohnhaus                                                                            | Lindenthal Hans-Driesch-Str. 3                  | |                   | 28. Oktober 1992   | 6654           |
| Fotos hochladen                         | Wohnhaus                                                                            | Lindenthal Hans-Driesch-Str. 4                  | |                   | 26. November 1992  | 6689           |
| Fotos hochladen                         | Wohnhaus                                                                            | Lindenthal Hans-Driesch-Str. 5                  | |                   | 22. Januar 1992    | 6717           |
| Fotos hochladen                         | Wohnhaus                                                                            | Lindenthal Hans-Driesch-Str. 15                 | |                   | 15. Juni 1990      | 5602           |
| Fotos hochladen                         | Wohn- und Geschäftshaus                                                             | Lindenthal Hans-Sachs-Str. 1                    | | 1897              | 4. Juni 1987       | 4165           |
| Direkt Bild zu diesem Denkmal hochladen | Wohnhaus (nur Fassade)                                                              | Lindenthal Hans-Sachs-Str. 17                   | |                   | 9. Dezember 1987   | 4365           |
| Fotos hochladen                         | Wohnhaus                                                                            | Lindenthal Haydnstr. 7–9                        | |                   | 7. November 1983   | 1723           |
| Fotos hochladen                         | Wohnhaus                                                                            | Lindenthal Haydnstr. 11                         | |                   | 24. April 1992     | 6461           |
| Fotos hochladen                         | Pumpenhaus                                                                          | Lindenthal Haydnstr. o. Nr.                     | | 1899              | 18. November 1991  | 6287           |
| Direkt Bild zu diesem Denkmal hochladen | Wohnhaus                                                                            | Lindenthal Heimbacher Str. 1                    | |                   | 10. Januar 1983    | 1248           |
| Direkt Bild zu diesem Denkmal hochladen | Wohnhaus                                                                            | Lindenthal Heimbacher Str. 3                    | |                   | 2. Mai 1991        | 6010           |
| Direkt Bild zu diesem Denkmal hochladen | Wohnhaus                                                                            | Lindenthal Heimbacher Str. 5                    | |                   | 2. Mai 1991        | 6011           |
| Direkt Bild zu diesem Denkmal hochladen | Wohnhaus                                                                            | Lindenthal Heinestr. 3–5                        | |                   | 7. März 1994       | 7049           |
| Direkt Bild zu diesem Denkmal hochladen | Wohnhaus                                                                            | Lindenthal Heinestr. 6                          | |                   | 10. Februar 1987   | 4036           |
| Direkt Bild zu diesem Denkmal hochladen | Wohnhaus                                                                            | Lindenthal Heinestr. 10                         | |                   | 8. April 1997      | 8092           |
| Direkt Bild zu diesem Denkmal hochladen | Wohnhaus                                                                            | Lindenthal Heinestr. 17                         | |                   | 5. Oktober 1983    | 1651           |
| Direkt Bild zu diesem Denkmal hochladen | Wohnhaus                                                                            | Lindenthal Heinestr. 19                         | |                   | 1. Februar 1984    | 2081           |
| Direkt Bild zu diesem Denkmal hochladen | Wohnhaus                                                                            | Lindenthal Heinestr. 25                         | |                   | 2. April 1987      | 4093           |
| Direkt Bild zu diesem Denkmal hochladen | Doppelvilla                                                                         | Lindenthal Heinestr. 27                         | |                   | 11. Juli 1996      | 7901           |
| Direkt Bild zu diesem Denkmal hochladen | Wohnhaus                                                                            | Lindenthal Heinestr. 31                         | | um 1910           | 21. März 1996      | 7820           |
| Direkt Bild zu diesem Denkmal hochladen | Wohnhaus                                                                            | Lindenthal Heinestr. 34                         | |                   | 19. September 1996 | 7976           |
| Fotos hochladen                         | Pädagogische Hochschule/IBW                                                         | Lindenthal Herbert-Lewin-Str. 2                 | |                   | 19. Oktober 2004   | 8667           |
| Direkt Bild zu diesem Denkmal hochladen | Wohnhaus                                                                            | Lindenthal Herderstr. 39 a                      | |                   | 6. Dezember 1990   | 5818           |
| Direkt Bild zu diesem Denkmal hochladen | Wohnhaus                                                                            | Lindenthal Herderstr. 56                        | |                   | 17. Januar 1997    | 8028           |
| Direkt Bild zu diesem Denkmal hochladen | Wohn- und Geschäftshaus                                                             | Lindenthal Herderstr. 84                        | |                   | 25. Juli 2006      | 8701           |
| Direkt Bild zu diesem Denkmal hochladen | Wohnhäuser                                                                          | Lindenthal Hillerstr. 17–23                     | |                   | 18. Mai 1998       | 8301           |
| Direkt Bild zu diesem Denkmal hochladen | Wohnhaus                                                                            | Lindenthal Hillerstr. 26                        | |                   | 13. Januar 1987    | 4017           |
| Direkt Bild zu diesem Denkmal hochladen | Wohnhaus                                                                            | Lindenthal Joeststr. 1                          | |                   | 28. Oktober 1991   | 6244           |
| Direkt Bild zu diesem Denkmal hochladen | Wohnhaus                                                                            | Lindenthal Johann-Heinrich-Platz 8              | |                   | 25. November 1985  | 3336           |
| weitere Bilder Fotos hochladen          | Universitätsaugenklinik                                                             | Lindenthal Joseph-Stelzmann-Str. 9 Karte        | |                   | 3. April 2000      | 8464           |
| weitere Bilder Fotos hochladen          | kath. Kirche St. Johannes der Täufer, ehem. Ordensschwesternheim                    | Lindenthal Joseph-Stelzmann-Str. 20 Karte       | |                   | 7. Mai 2001        | 8541           |
| weitere Bilder Fotos hochladen          | Medizinisch-Theoretische Institute, Klinikum der Universität zu Köln                | Lindenthal Joseph-Stelzmann-Str. 52 Karte       | |                   | 6. Februar 2006    | 8695           |
| weitere Bilder Fotos hochladen          | Grünanlage, Einfriedung                                                             | Lindenthal Karl-Schwering-Platz o. Nr. Karte    | | 1925              | 1. Juli 1980       | 298            |
| Fotos hochladen                         | Postgebäude (Selbstanschlußamt Eifel)                                               | Lindenthal Kerpener Str. 10 Karte               | | 1928              | 5. Dezember 1997   | 8221           |
| Fotos hochladen                         | Halbvilla                                                                           | Lindenthal Kerpener Str. 23                     | siehe auch Weyertal 63, Nr. 5594 (in älterer Literatur gemeinsam als „Doppelvilla“) |                   | 1. Juni 1990       | 5591           |
| Fotos hochladen                         | Küpperstift (ehem. Waisenhaus, jetzt von der Universität genutzt)                   | Lindenthal Kerpener Str. 30                     | Eckhaus zum Weyertal, 3 Geschosse, Sockelgeschoss, Giebelgeschoss, Risalite, Backsteinfassade mit Putzgliederung, Werksteinportal; Garten mit originaler Einfriedung                               | 1902 (Inschrift)  | 9. Juli 1985 (?)   | 3033           |
| weitere Bilder Fotos hochladen          | Zahn- und Kieferklinik der Universität                                              | Lindenthal Kerpener Str. 32                     | Zweigeschossige Anlage mit Mittel- und Eckrisaliten, Giebelgeschoss, Backsteinfassade mit Putzgliederung (stark verändert), Einfriedung (fehlt in aktueller Liste, in älterer Literatur vorhanden) | um 1900           | 9. Juli 1985 (?)   |                |
| Direkt Bild zu diesem Denkmal hochladen | Wohnhäuser                                                                          | Lindenthal Kerpener Str. 51–53                  | |                   | 8. Januar 1987     | 4012           |
| weitere Bilder Fotos hochladen          | Geusenfriedhof                                                                      | Lindenthal Kerpener Str. o. Nr. Karte           | |                   | 14. Dezember 1981  | 866            |
| Direkt Bild zu diesem Denkmal hochladen | Villa                                                                               | Lindenthal Kinkelstr. 14                        | |                   | 18. Juli 1996      | 7914           |
| weitere Bilder Fotos hochladen          | Wohnhaus                                                                            | Lindenthal Kitschburger Str. 1                  | Zweigeschossiger Eckbau zur Dürener Straße, Architekt: W. Kurth | um 1900           | 14. Dezember 1981  | 867            |
| Fotos hochladen                         | Wohnhaus                                                                            | Lindenthal Kitschburger Str. 7                  | |                   | 6. September 1991  | 6206           |
| Fotos hochladen                         | Parkanlage Stadtwald / 2 Teiche, Kanäle, 2 Brunnen, Sportanl., Wildpark             | Lindenthal Kitschburger Str. o. Nr.             | |                   | 1. Juli 1980       | 330            |
| Fotos hochladen                         | Wohnhaus                                                                            | Lindenthal Klosterstr. 69                       | |                   | 15. Mai 1996       | 7870           |
| Fotos hochladen                         | Wohnhaus                                                                            | Lindenthal Klosterstr. 73                       | |                   | 1. Juni 1990       | 5597           |
| Direkt Bild zu diesem Denkmal hochladen | Wohnhaus                                                                            | Lindenthal Klosterstr. 76                       | |                   | 2. Oktober 1984    | 2646           |
| Direkt Bild zu diesem Denkmal hochladen | Wohnhaus                                                                            | Lindenthal Krementzstr. 1                       | |                   | 30. Oktober 1990   | 5776           |
| Direkt Bild zu diesem Denkmal hochladen | Villa                                                                               | Lindenthal Krieler Str. 13                      | |                   | 18. März 1997      | 8060           |
| Direkt Bild zu diesem Denkmal hochladen | Wohnhaus                                                                            | Lindenthal Krieler Str. 63                      | |                   | 7. September 1990  | 5670           |
| Direkt Bild zu diesem Denkmal hochladen | Baumreihe                                                                           | Lindenthal Krieler Str. o. Nr.                  | |                   | 1. Juli 1980       | 302            |
| Direkt Bild zu diesem Denkmal hochladen | Wohnhaus                                                                            | Lindenthal Kringsweg 19                         | |                   | 6. September 1991  | 6209           |
| Direkt Bild zu diesem Denkmal hochladen | Platzartige, baumbestandene Straßenerweiterung                                      | Lindenthal Kringsweg o. Nr.                     | |                   | 1. Juli 1980       | 303            |
| Fotos hochladen                         | Wohnheim (Haus Luise)                                                               | Lindenthal Landgrafenstr. 30–32                 | |                   | 28. März 1994      | 7093           |
| Direkt Bild zu diesem Denkmal hochladen | Allee                                                                               | Lindenthal Landgrafenstr. o. Nr.                | |                   | 1. Juli 1980       | 304            |
| Direkt Bild zu diesem Denkmal hochladen | Wohnhaus                                                                            | Lindenthal Laudahnstr. 2                        | |                   | 3. November 2008   | 8724           |
| Direkt Bild zu diesem Denkmal hochladen | Wohnhaus                                                                            | Lindenthal Laudahnstr. 4                        | |                   | 3. November 2008   | 8725           |
| Direkt Bild zu diesem Denkmal hochladen | Wohnhaus                                                                            | Lindenthal Laudahnstr. 6                        | |                   | 3. November 2008   | 8726           |
| Direkt Bild zu diesem Denkmal hochladen | Wohnhaus                                                                            | Lindenthal Leichtensternstr. 1                  | |                   | 9. Dezember 1986   | 3992           |
| Direkt Bild zu diesem Denkmal hochladen | Wohnhaus                                                                            | Lindenthal Leichtensternstr. 8                  | |                   | 3. Januar 1990     | 5442           |
| Direkt Bild zu diesem Denkmal hochladen | Wohnhaus                                                                            | Lindenthal Leichtensternstr. 10                 | |                   | 3. Januar 1990     | 5443           |
| Direkt Bild zu diesem Denkmal hochladen | Wohnhaus                                                                            | Lindenthal Leichtensternstr. 12                 | |                   | 23. Januar 1990    | 5470           |
| Fotos hochladen                         | Wohnhaus                                                                            | Lindenthal Lindenburger Allee 9                 | | um 1912           | 1. Juli 1985       | 3022           |
| Direkt Bild zu diesem Denkmal hochladen | Wohnhaus                                                                            | Lindenthal Lindenburger Allee 11                | |                   | 11. Januar 1996    | 7733           |
| Fotos hochladen                         | Wohnhaus                                                                            | Lindenthal Lindenburger Allee 32                | |                   | 13. Oktober 1986   | 3760           |
| Direkt Bild zu diesem Denkmal hochladen | Wohnhaus                                                                            | Lindenthal Lindenburger Allee 34                | |                   | 25. Januar 1983    | 1311           |
| Fotos hochladen                         | Wohnhaus, Corpshaus des Corps Silingia Breslau zu Köln                              | Lindenthal Lindenburger Allee 36                | |                   | 13. Oktober 1986   | 3761           |
| Fotos hochladen                         | Schule                                                                              | Lindenthal Lindenburger Allee 38–40             | | 1904/05           | 21. Dezember 1987  | 4389           |
| Direkt Bild zu diesem Denkmal hochladen | Allee                                                                               | Lindenthal Lindenburger Allee o. Nr.            | | um 1890           | 1. Juli 1980       | 306            |
| Fotos hochladen                         | Villa und Gartenhaus                                                                | Lindenthal Lindenthalgürtel 6                   | |                   | 17. April 1985     | 2933           |
| Direkt Bild zu diesem Denkmal hochladen | Wohnhaus (Hinterhaus)                                                               | Lindenthal Lindenthalgürtel 34                  | |                   | 10. März 2015      | 8778           |
| Direkt Bild zu diesem Denkmal hochladen | Wohnhaus                                                                            | Lindenthal Lindenthalgürtel 59                  | |                   | 31. Januar 1990    | 5489           |
| Direkt Bild zu diesem Denkmal hochladen | Wohn- und Geschäftshaus                                                             | Lindenthal Lindenthalgürtel 61                  | |                   | 2. April 1992      | 6439           |
| Direkt Bild zu diesem Denkmal hochladen | Wohn- und Geschäftshaus                                                             | Lindenthal Lindenthalgürtel 73–75               | |                   | 25. Juli 2006      | 8701           |
| Direkt Bild zu diesem Denkmal hochladen | Wohn- und Geschäftshaus                                                             | Lindenthal Lindenthalgürtel 77                  | | um 1914           | 9. März 1988       | 4481           |
| Direkt Bild zu diesem Denkmal hochladen | Allee und Grünanlage                                                                | Lindenthal Lindenthalgürtel o. Nr.              | |                   | 1. Juli 1980       | 307            |
| Direkt Bild zu diesem Denkmal hochladen | Wohnhaus                                                                            | Lindenthal Lortzingplatz 7                      | |                   | 3. August 1983     | 1581           |
| weitere Bilder Fotos hochladen          | Parkanlage Lortzingplatz                                                            | Lindenthal Lortzingplatz o. Nr.                 | Grünanlage angelegt nach Plänen von Fritz Encke | 1906–1908         | 1. Juli 1980       | 310            |
| Fotos hochladen                         | Wohnhaus                                                                            | Lindenthal Max-Bruch-Str. 4 Karte               | Ehemaliges Wohnhaus Konrad Adenauers | 1926              | 5. Dezember 1986   | 3987           |
| weitere Bilder Fotos hochladen          | Ehemaliges Wohnhaus Konrad Adenauers                                                | Lindenthal Max-Bruch-Str. 6 Karte               | Halbvilla mit Max-Bruch-Str. 8 | 1910/1911         | 26. August 1982    | 1068           |
| Fotos hochladen                         | Wohnhaus                                                                            | Lindenthal Max-Bruch-Str. 8 Karte               | Halbvilla mit Max-Bruch-Str. 6 | um 1910           | 7. März 1985       | 2823           |
| Fotos hochladen                         | Grünanlagen, Kleindenkmäler, Sportanlagen, Verteidigungsanlage Fort VI              | Lindenthal Militärringstr. o. Nr.               | |                   | 1. Juli 1980       | 313            |
| Direkt Bild zu diesem Denkmal hochladen | Halbvilla                                                                           | Lindenthal Mommsenstr. 119                      | |                   | 15. November 1996  | 8011           |
| Direkt Bild zu diesem Denkmal hochladen | Wohnhaus                                                                            | Lindenthal Mommsenstr. 125                      | |                   | 20. Januar 1982    | 952            |
| Direkt Bild zu diesem Denkmal hochladen | Halbvilla                                                                           | Lindenthal Mommsenstr. 162                      | |                   | 21. August 1997    | 8131           |
| Direkt Bild zu diesem Denkmal hochladen | Wohnhaus                                                                            | Lindenthal Mommsenstr. 164                      | |                   | 23. November 1982  | 1169           |
| Direkt Bild zu diesem Denkmal hochladen | Wohnhaus                                                                            | Lindenthal Mommsenstr. 166                      | |                   | 7. September 1982  | 1107           |
| Direkt Bild zu diesem Denkmal hochladen | Wohnhaus                                                                            | Lindenthal Mommsenstr. 168                      | |                   | 7. September 1982  | 1108           |
| Direkt Bild zu diesem Denkmal hochladen | Kleingehöft (Alt-Lind)                                                              | Lindenthal Morsdorfer Str. 6                    | |                   | 24. Juni 1987      | 4190           |
| Direkt Bild zu diesem Denkmal hochladen | Wohnhaus                                                                            | Lindenthal Morsdorfer Str. 8                    | |                   | 10. August 1989    | 5185           |
| Direkt Bild zu diesem Denkmal hochladen | Wohnhaus                                                                            | Lindenthal Peter-Kintgen-Str. 2                 | |                   | 6. Januar 2003     | 8601           |
| Direkt Bild zu diesem Denkmal hochladen | Allee                                                                               | Lindenthal Pfarriusstr. o. Nr.                  | | um 1900           | 1. Juli 1980       | 322            |
| Fotos hochladen                         | Kleindenkmal (Heiligenhäuschen)                                                     | Lindenthal Prälat-van-Acken-Str. / Dürener Str. | |                   | 1. Juli 1980       | 282            |
| Direkt Bild zu diesem Denkmal hochladen | Wohnhaus                                                                            | Lindenthal Räderscheidtstr. 1                   | |                   | 6. Januar 2003     | 8602           |
| Direkt Bild zu diesem Denkmal hochladen | Wohnhaus                                                                            | Lindenthal Räderscheidtstr. 3                   | |                   | 6. Januar 2003     | 8603           |
| Direkt Bild zu diesem Denkmal hochladen | Villa                                                                               | Lindenthal Rautenstrauchstr. 81                 | |                   | 18. Juli 1996      | 7917           |
| weitere Bilder Fotos hochladen          | Parkanlage, Alleen mit Kanal                                                        | Lindenthal Rautenstrauchstr. o. Nr.             | |                   | 1. Juli 1980       | 324            |
| Direkt Bild zu diesem Denkmal hochladen | Allee                                                                               | Lindenthal Robert-Blum-Str. o. Nr.              | |                   | 1. Juli 1980       | 326            |
| Direkt Bild zu diesem Denkmal hochladen | Medizinisch-Theoretische Institute, Klinikum der Universität zu Köln                | Lindenthal Robert-Bosch-Str. 39                 | |                   | 6. Februar 2006    | 8695           |
| Fotos hochladen                         | Wohnhaus                                                                            | Lindenthal Robert-Koch-Str. 4                   | |                   | 8. Januar 1987     | 4013           |
| Fotos hochladen                         | Wohnhaus                                                                            | Lindenthal Robert-Koch-Str. 6                   | |                   | 8. Januar 1987     | 4014           |
| Direkt Bild zu diesem Denkmal hochladen | Wohnhaus                                                                            | Lindenthal Robert-Koch-Str. 8                   | |                   | 8. Januar 1987     | 4015           |
| Direkt Bild zu diesem Denkmal hochladen | Baumreihe                                                                           | Lindenthal Robert-Koch-Str. o. Nr.              | |                   | 1. Juli 1980       | 327            |
| Fotos hochladen                         | Wohnhaus                                                                            | Lindenthal Rückertstr. 2                        | |                   | 17. Januar 1997    | 8031           |
| Fotos hochladen                         | Wohnhaus                                                                            | Lindenthal Schaffhausener Str. 1                | |                   | 9. November 2004   | 8669           |
| Fotos hochladen                         | Wohnhaus                                                                            | Lindenthal Schaffhausener Str. 2                | |                   | 10. Januar 2006    | 8692           |
| Fotos hochladen                         | Wohnhaus                                                                            | Lindenthal Schaffhausener Str. 3                | |                   | 22. März 2006      | 8698           |
| Fotos hochladen                         | Wohnhaus                                                                            | Lindenthal Schaffhausener Str. 4                | |                   | 24. Oktober 2003   | 8635           |
| Fotos hochladen                         | Wohnhaus                                                                            | Lindenthal Schaffhausener Str. 6                | |                   | 24. Oktober 2003   | 8636           |
| Fotos hochladen                         | Wohnhaus                                                                            | Lindenthal Schaffhausener Str. 7                | |                   | 29. September 2009 | 8735           |
| Fotos hochladen                         | Wohnhaus                                                                            | Lindenthal Schaffhausener Str. 8                | |                   | 3. August 2004     | 8659           |
| Fotos hochladen                         | Wohnhaus                                                                            | Lindenthal Schaffhausener Str. 9                | |                   | 21. Januar 2004    | 8647           |
| Fotos hochladen                         | Wohnhaus                                                                            | Lindenthal Schaffhausener Str. 10               | |                   | 3. August 2004     | 8660           |
| Fotos hochladen                         | Wohnhaus                                                                            | Lindenthal Schaffhausener Str. 11               | |                   | 20. Dezember 2005  | 8690           |
| Fotos hochladen                         | Wohnhaus                                                                            | Lindenthal Schaffhausener Str. 12               | |                   | 25. November 2003  | 8641           |
| Fotos hochladen                         | Wohnhaus                                                                            | Lindenthal Schaffhausener Str. 13               | |                   | 10. Januar 2006    | 8694           |
| Fotos hochladen                         | Wohnhaus                                                                            | Lindenthal Schaffhausener Str. 14               | |                   | 3. Januar 2006     | 8691           |
| Fotos hochladen                         | Wohnhaus                                                                            | Lindenthal Schaffhausener Str. 15               | |                   | 5. November 2003   | 8638           |
| Fotos hochladen                         | Wohnhaus                                                                            | Lindenthal Schaffhausener Str. 16               | |                   | 19. Mai 2006       | 8700           |
| Fotos hochladen                         | Wohnhaus                                                                            | Lindenthal Schaffhausener Str. 17               | |                   | 20. Dezember 2005  | 8689           |
| Fotos hochladen                         | Wohnhaus                                                                            | Lindenthal Schaffhausener Str. 19               | |                   | 27. Oktober 2003   | 8637           |
| Fotos hochladen                         | Wohnhaus                                                                            | Lindenthal Schaffhausener Str. 21               | |                   | 4. Oktober 2007    | 8716           |
| Fotos hochladen                         | Wohnhaus                                                                            | Lindenthal Schaffhausener Str. 23               | |                   | 4. Oktober 2007    | 8717           |
| Fotos hochladen                         | Wohnhaus                                                                            | Lindenthal Schallstr. 6                         | | 1959              | 21. August 1991    | 6143           |
| Fotos hochladen                         | Wohnhaus                                                                            | Lindenthal Schallstr. 18                        | |                   | 24. Februar 1987   | 4053           |
| Fotos hochladen                         | Wohnhaus                                                                            | Lindenthal Schallstr. 24                        | |                   | 18. Juni 1991      | 6111           |
| Direkt Bild zu diesem Denkmal hochladen | Wohnhaus                                                                            | Lindenthal Schallstr. 45                        | |                   | 18. Juli 1996      | 7918           |
| Direkt Bild zu diesem Denkmal hochladen | Wohn- und Geschäftshaus                                                             | Lindenthal Scheffelstr. 6                       | |                   | 21. September 1982 | 1123           |
| Direkt Bild zu diesem Denkmal hochladen | Wohnhaus                                                                            | Lindenthal Scheffelstr. 24                      | |                   | 17. Januar 1997    | 8032           |
| Direkt Bild zu diesem Denkmal hochladen | Wohnhaus                                                                            | Lindenthal Scheffelstr. 39                      | |                   | 19. August 1996    | 7934           |
| Direkt Bild zu diesem Denkmal hochladen | Wohnhaus                                                                            | Lindenthal Scheffelstr. 52                      | |                   | 18. März 1997      | 8073           |
| Direkt Bild zu diesem Denkmal hochladen | Villa                                                                               | Lindenthal Schmittmannstr. 7–7a                 | |                   | 7. Juni 1995       | 7513           |
| Fotos hochladen                         | Parkanlage Stadtwald / 2 Teiche, Kanäle, 2 Brunnen, Sportanl., Wildpark             | Lindenthal Stadtwald o. Nr.                     | |                   | 1. Juli 1980       | 330            |
| weitere Bilder Fotos hochladen          | Wohnhaus                                                                            | Lindenthal Stadtwaldgürtel 32 Karte             | |                   | 15. März 1996      | 7811           |
| Fotos hochladen                         | Wohnhaus                                                                            | Lindenthal Stadtwaldgürtel 33 Karte             | Entwurf: Architekturbüro Schreiterer & Below:384 | vor 1914          | 11. Januar 1982    | 904            |
| Fotos hochladen                         | Wohnhaus (ehemalige Villa des Bankiers Kurt Freiherr von Schröder)                  | Lindenthal Stadtwaldgürtel 35 Karte             | |                   | 8. Oktober 1986    | 3756           |
| weitere Bilder Fotos hochladen          | Villa                                                                               | Lindenthal Stadtwaldgürtel 42 Karte             | |                   | 27. November 1995  | 7691           |
| Fotos hochladen                         | Wohnhaus                                                                            | Lindenthal Stadtwaldgürtel 49 Karte             | Entwurf: Architekturbüro Schreiterer & Below:391 | um 1925           | 13. Januar 1984    | 2019           |
| Fotos hochladen                         | Villa                                                                               | Lindenthal Stadtwaldgürtel 58 Karte             | |                   | 29. Oktober 1996   | 7991           |
| Fotos hochladen                         | Wohnhaus                                                                            | Lindenthal Stadtwaldgürtel 71 Karte             | |                   | 16. November 1989  | 5365           |
| Fotos hochladen                         | Wohnhaus                                                                            | Lindenthal Stadtwaldgürtel 73 Karte             | |                   | 16. November 1986  | 5366           |
| Fotos hochladen                         | Wohnhaus                                                                            | Lindenthal Stadtwaldgürtel 79 Karte             | |                   | 20. Juli 1984      | 2532           |
| Fotos hochladen                         | Wegekapelle                                                                         | Lindenthal Stüttgenweg o. Nr.                   | Ehemalige Kapelle des Stüttgenhofes, heute auf dem Gelände der Rheinbraun AG |                   | 13. Oktober 1998   | 8371           |
| Fotos hochladen                         | Kirche St. Stephan / Krieler Dömchen                                                | Lindenthal Suitbert-Heimbach-Platz 1            | |                   | 18. Januar 1981    | 940            |
| Fotos hochladen                         | Kath. Pfarrkirche St. Albertus Magnus                                               | Lindenthal Suitbert-Heimbach-Platz 11 Karte     | |                   | 23. Juni 1992      | 6555           |
| Fotos hochladen                         | Friedhof                                                                            | Lindenthal Suitbert-Heimbach-Platz o. Nr.       | Kirchhof von Alt Sankt Stephan (Krieler Dömchen) |                   | 7. September 1989  | 5245           |
| Fotos hochladen                         | Wohn- und Geschäftshaus                                                             | Lindenthal Sülzburgstr. 216                     | Haus 216 (links im Bild) |                   | 27. April 1995     | 7470           |
| Fotos hochladen                         | Wohn- und Geschäftshaus                                                             | Lindenthal Sülzburgstr. 218                     | Haus 218 (rechts im Bild) |                   | 18. April 1991     | 5990           |
| Fotos hochladen                         | Wohnhaus                                                                            | Lindenthal Sülzburgstr. 228                     | Haus 228 (links im Bild) |                   | 15. November 1996  | 8019           |
| Direkt Bild zu diesem Denkmal hochladen | Wohnhaus                                                                            | Lindenthal Sülzburgstr. 265                     | |                   | 2. Mai 1991        | 6022           |
| Direkt Bild zu diesem Denkmal hochladen | Wohnhaus                                                                            | Lindenthal Sülzburgstr. 267                     | |                   | 2. Mai 1991        | 6023           |
| Fotos hochladen                         | Wohnhaus                                                                            | Lindenthal Theresienstr. 29                     | |                   | 16. März 1995      | 7441           |
| Fotos hochladen                         | Wohnhaus                                                                            | Lindenthal Theresienstr. 31                     | |                   | 4. Februar 1997    | 8052           |
| Fotos hochladen                         | Wohnhaus                                                                            | Lindenthal Theresienstr. 32                     | | um 1905           | 7. September 1982  | 1112           |
| Direkt Bild zu diesem Denkmal hochladen | Wohnhaus                                                                            | Lindenthal Theresienstr. 33                     | |                   | 4. Februar 1997    | 8053           |
| Fotos hochladen                         | Wohnhaus                                                                            | Lindenthal Theresienstr. 34                     | |                   | 4. Oktober 1989    | 5287           |
| Fotos hochladen                         | Wohnhaus                                                                            | Lindenthal Theresienstr. 36                     | | 1895              | 17. Oktober 1989   | 5307           |
| Fotos hochladen                         | Wohnhaus                                                                            | Lindenthal Theresienstr. 38                     | |                   | 17. August 1989    | 5189           |
| Fotos hochladen                         | Wohnhaus                                                                            | Lindenthal Theresienstr. 40                     | |                   | 23. Januar 1986    | 3415           |
| Fotos hochladen                         | Wohnhaus                                                                            | Lindenthal Theresienstr. 53                     | | um 1900           | 16. Oktober 1985   | 3263           |
| Fotos hochladen                         | Wohnhaus                                                                            | Lindenthal Überlinger Str. 2                    | |                   | 15. Dezember 2003  | 8645           |
| Fotos hochladen                         | Wohnhaus                                                                            | Lindenthal Überlinger Str. 4                    | |                   | 3. April 2007      | 8708           |
| Fotos hochladen                         | Wohnhaus                                                                            | Lindenthal Überlinger Str. 6                    | |                   | 3. April 2007      | 8709           |
| Fotos hochladen                         | Wohnhaus                                                                            | Lindenthal Überlinger Str. 8                    | |                   | 22. Januar 2007    | 8705           |
| Fotos hochladen                         | Wohnhaus                                                                            | Lindenthal Überlinger Str. 10                   | |                   | 16. Oktober 2003   | 8633           |
| Fotos hochladen                         | Wohnhaus                                                                            | Lindenthal Überlinger Str. 12                   | |                   | 11. Oktober 2006   | 8704           |
| Fotos hochladen                         | Wohnhaus                                                                            | Lindenthal Überlinger Str. 14                   | |                   | 20. Dezember 2005  | 8687           |
| Fotos hochladen                         | Wohnhaus                                                                            | Lindenthal Überlinger Str. 16                   | |                   | 5. November 2003   | 8639           |
| Fotos hochladen                         | Wohnhaus                                                                            | Lindenthal Überlinger Str. 18                   | |                   | 10. Januar 2006    | 8693           |
| Fotos hochladen                         | Wohnhaus                                                                            | Lindenthal Überlinger Str. 20                   | |                   | 16. Oktober 2003   | 8634           |
| Fotos hochladen                         | Wohnhaus                                                                            | Lindenthal Überlinger Str. 22                   | |                   | 20. Dezember 2005  | 8688           |
| Fotos hochladen                         | Wohnhaus                                                                            | Lindenthal Überlinger Str. 24                   | |                   | 25. März 2004      | 8655           |
| Fotos hochladen                         | Wohnhaus                                                                            | Lindenthal Überlinger Str. 26                   | |                   | 22. Januar 2007    | 8706           |
| Fotos hochladen                         | Wohnhaus                                                                            | Lindenthal Überlinger Str. 28                   | |                   | 22. Januar 2007    | 8707           |
| Fotos hochladen                         | Wohn- und Geschäftshaus                                                             | Lindenthal Uhlandstr. 2                         | |                   | 15. Mai 1996       | 7883           |
| Fotos hochladen                         | Wohnheim (Haus Luise)                                                               | Lindenthal Uhlandstr. 21–23                     | |                   | 28. März 1994      | 7093           |
| Fotos hochladen                         | Postgebäude (Selbstanschlußamt Eifel)                                               | Lindenthal Universitätsstr. 20 Karte            | | 1928              | 5. Dezember 1997   | 8221           |
| weitere Bilder Fotos hochladen          | Hauptgebäude der Wirtschafts- und Sozialwissenschaftlichen Fakultät der Universität | Lindenthal Universitätsstr. 24 Karte            | Architekt Wilhelm Riphahn |                   | 12. Oktober 1998   | 8367           |
| Fotos hochladen                         | Konsulat und Italienisches Kulturinstitut                                           | Lindenthal Universitätsstr. 81                  | |                   | 5. März 1993       | 6758           |
| Direkt Bild zu diesem Denkmal hochladen | Grünanlage mit Allee                                                                | Lindenthal Universitätsstr. o. Nr.              | |                   | 1. Juli 1980       | 335            |
| Direkt Bild zu diesem Denkmal hochladen | Halbvilla                                                                           | Lindenthal Virchowstr. 21                       | |                   | 19. September 1996 | 7974           |
| Direkt Bild zu diesem Denkmal hochladen | Villa                                                                               | Lindenthal Virchowstr. 22                       | |                   | 9. Oktober 1997    | 8176           |
| Direkt Bild zu diesem Denkmal hochladen | Wohnhaus                                                                            | Lindenthal Virchowstr. 27                       | |                   | 7. März 1985       | 2828           |
| Fotos hochladen                         | St. Elisabeth Krankenhaus, Kirche u. Park                                           | Lindenthal Werthmannstr. 1                      | | 1930–1932         | 3. Dezember 1982   | 1217           |
| Direkt Bild zu diesem Denkmal hochladen | Wohn- und Schulungsbau, Garten u. Park                                              | Lindenthal Werthmannstr. 1                      | |                   | 16. Januar 1989    | 4807           |
| Direkt Bild zu diesem Denkmal hochladen | Wohn- u. Schulungsbau d. Fortbildungsakademie                                       | Lindenthal Werthmannstr. 1a                     | |                   | 16. Januar 1989    | 4806           |
| Direkt Bild zu diesem Denkmal hochladen | Wohnhaus                                                                            | Lindenthal Werthmannstr. 19                     | |                   | 12. Juni 1997      | 8114           |
| Fotos hochladen                         | Halbvilla                                                                           | Lindenthal Weyertal 63                          | siehe auch Kerpener Str. 23/Nr. 5591 (in älterer Literatur gemeinsam als „Doppelvilla“) |                   | 1. Juni 1990       | 5594           |
| Fotos hochladen                         | Wohnhaus und Gewerbebau                                                             | Lindenthal Weyertal 59–61                       | | um 1903           | 11. September 1981 | 770            |
| Direkt Bild zu diesem Denkmal hochladen | Grundstückseinfassung und schmiedeeisernes Gitter                                   | Lindenthal Wilhelm-Backhaus-Str. 13             | |                   | 30. September 1987 | 4293           |
| Direkt Bild zu diesem Denkmal hochladen | Wohnhaus                                                                            | Lindenthal Wittgensteinstr. 9                   | |                   | 25. März 1985      | 2905           |
| Direkt Bild zu diesem Denkmal hochladen | Wohnhaus                                                                            | Lindenthal Wittgensteinstr. 11                  | |                   | 25. März 1985      | 2906           |
| Direkt Bild zu diesem Denkmal hochladen | Wohnhaus                                                                            | Lindenthal Wittgensteinstr. 12                  | |                   | 18. April 1996     | 7851           |
| Direkt Bild zu diesem Denkmal hochladen | Wohn- und Geschäftshaus                                                             | Lindenthal Wittgensteinstr. 13                  | |                   | 16. Januar 1984    | 2038           |
| Fotos hochladen                         | Wohnhaus                                                                            | Lindenthal Wittgensteinstr. 18                  | |                   | 19. Januar 1987    | 4026           |
| Fotos hochladen                         | Wohnhaus                                                                            | Lindenthal Wittgensteinstr. 24                  | |                   | 17. September 1996 | 7964           |
| Fotos hochladen                         | Wohnhaus                                                                            | Lindenthal Wittgensteinstr. 26                  | |                   | 10. Mai 1988       | 4595           |
| Direkt Bild zu diesem Denkmal hochladen | Allee                                                                               | Lindenthal Wüllnerstr. o. Nr.                   | | um 1900           | 1. Juli 1980       | 343            |
| Direkt Bild zu diesem Denkmal hochladen | Grünanlage, Sportanlagen                                                            | Lindenthal Zülpicher Str. o. Nr.                | |                   | 1. Juli 1980       | 344            |